# Nicola Squitti
Nicola Squitti, italijanski pravnik in diplomat, * 26. julij 1853, Maida, † 3. januar 1933.
Nicola, član znane družine Squitti, je po študiju prava na Univerzi v Neaplju postal diplomat.